# Радченко Віра Андріївна
Віра Андріївна Радченко (24 січня 1926, Новолозуватка — 10 травня 1985, Вільне) — доярка племрадгоспу «Червоний шахтар» Криворізького району Дніпропетровської області. Герой Соціалістичної Праці (1966).

## Біографія
Народилася 24 січня 1926 року в селі Новолозуватка Криворізького району в селянській родині. Навчалася в місцевій школі.
Після закінчення Другої світової війни почала трудову діяльність дояркою в племрадгоспі «Червоний шахтар». Освоїла практику і досвід колег, догляд за коровами, режим робочого дня, який у доярок починався з 4 годин ранку. Тут стала членом КПРС.
У 1948 році у неї були найнижчі надої молока від кожної з 17-ти закріплених корів і становили — 2500 літрів. Вже на наступний рік за рахунок навчання, догляду та правильного годування надої досягли 3500 кілограмів. І так тривало щорічне підвищення не тільки в неї, але й у районі та області.
За роки роботи дояркою В.А. Радченко, за підрахунками економістів, надоїла 2 мільйони кілограмів молока. А «мільйонеркою» стала в 1961 році, напередодні XXII з'їзду КПРС, куди була обрана делегатом.
Як учасник соцзмагання, боролася не тільки за свої успіхи, але і за досягнення подруг-доярок, які досягли результатів, які перевищили у кожній понад 4400 кілограм молока від закріпленої корови.
Досвідом доводилося ділитися на семінарах, нарадах, бесідах у районі та області. Кілька разів була учасницею Виставки народного господарства СРСР, за що нагороджена медалями. Обиралася делегатом XX і XXII з'їздів КПРС.
Указом Президії Верховної Ради СРСР від 22 березня 1966 року за досягнуті успіхи у розвитку тваринництва, збільшення продуктивності, заготівель м'яса і молока Радченко Вірі Андріївні присвоєно звання Героя Соціалістичної Праці з врученням ордена Леніна і золотої медалі «Серп і Молот».
Працювала і після виходу на пенсію, виступала в школах, часто зустрічалася з краєзнавцями-школярами, брала участь з ними в екскурсіях і походах по рідному краю.
Померла 10 травня 1985 року. Похована в селі Вільне Криворізького району Дніпропетровської області.